# 墓地を見おろす家
『墓地を見おろす家』（ぼちをみおろすいえ）は、小池真理子による日本のホラー小説。
1988年7月に角川文庫より書き下ろしで刊行された。1993年12月24日に角川ホラー文庫より刊行された。装画は、藤田新策が担当している。文芸評論家の三橋曉は、「わが国におけるモダンホラーの先駆けであると同時に、最良の作品のひとつであると断言して間違いない」「現代人を奈落の底に叩き落すとてつもない恐怖の物語を生み出すことに成功した」と評している。書店員の原口結希子は、「最初の1行から終わりのページまでわくわくするような怖さであふれかえった、昔から好きで好きで仕方ない小説」「登場人物たちが遭遇する出来事の描写の1つ1つが重たく怖く、またそれが静かに、しかし確実に深刻化していくのがたまらないほど怖くて目を離すことができない」と評している。小説家の乾ルカは、「読んだ後の夜には、読まなきゃよかった、と思うくらい恐かった」と評している。アナウンサーの佐々木淳吾は、「立て続けに読んだ小池作品でいちばん怖かった」と述べている。

## あらすじ
哲平と美沙緒は、東京都N区高井野にあるセントラルプラザマンションの801号室を格安で購入し、移り住んだ。マンションは、万世寺という寺と墓地、火葬場に取り囲まれていた。ある日、美沙緒が哲平とテレビを観ていると、不思議な出来事が起こる。その後、美沙緒は栄子から、近いうちにマンションの住人が次々と引っ越していくときく。またある日、玉緒とかおり、ツトムの3人が犬を連れて地下室に行ったとき、思いがけない出来事が起こる。しばらくの後、美沙緒は区立の図書館へ行き、マンションや万世寺のある高井野地区の歴史について調べる。ある日、美沙緒は栄子から、彼女が地下室で遭遇した奇妙な出来事についてきく。さらに、光枝も、地下室でおかしなことがあったと話す。そして、哲平は管理人と一緒に地下室の点検をしに行く。

## 登場人物
- 加納哲平（かのう てっぺい） - コピーライター。
- 美沙緒（みさお） - 哲平の後妻。
- 玉緒（たまお） - 哲平と美沙緒の娘。
- 玲子（れいこ） - 哲平の前妻。
- 井上栄子（いのうえ えいこ） - セントラルプラザマンション402号室の住人。
- かおり - 栄子の娘。
- 達二（たつじ） - 哲平の弟。
- 直美（なおみ） - 達二の妻。
- ツトム - かおりの兄。
- 原島（はらしま） - セントラルプラザマンション502号室の住人。ホステス。
- 東海林（しょうじ） - セントラルプラザマンション401号室の住人。瞑想家。
- 田端光枝（たばた みつえ） - 管理人。
- 田端末男 - 管理人。